# Roel Janssen (voetballer, 1990)
Roel Janssen (Venlo, 16 juni 1990) is een Nederlands voetballer die doorgaans speelt als centrale verdediger. In juli 2025 verliet hij VVV-Venlo.

## Carrière
Janssen begon zijn carrière als voetballer in zijn geboorteplaats, bij Venlosche Boys. Hij bleef in de stad, al vertrok hij nog wel naar de profs van VVV. In 2011 liep zijn contract daar af, zonder dat hij zijn debuut in het eerste elftal had kunnen maken. Fortuna Sittard hapte snel toe en nam de verdediger over. Hij maakte zijn competitiedebuut in de thuiswedstrijd tegen FC Oss op 23 september 2011 als invaller voor Timothy Dreesen. Enkele maanden later tekende hij een contract tot 2013 met een optie voor nog een jaar. In zijn eerste seizoen in Sittard speelde Janssen acht duels voor Fortuna. Het seizoen 2012/13 ging hij in als basisspeler en dat zou hij gedurende het gehele seizoen blijven. Zijn contract werd in 2014 met nog eens twee jaar verlengd. In januari 2015 was Janssen, inmiddels aanvoerder van Fortuna, erg productief. De verdediger maakte in de duels met MVV Maastricht en Helmond Sport de enige treffers en in de derby op 25 januari 2015 bij Roda JC (1–3) was hij driemaal trefzeker.
In juni 2016 keerde de transfervrije verdediger terug op het oude nest. Janssen tekende een contract voor twee jaar bij VVV-Venlo. Die aflopende verbintenis werd in juni 2018 met nog eens twee jaar verlengd. In 2020 werd Janssens contract in Venlo opgezegd. Op 21 april 2020 maakte provinciegenoot Fortuna Sittard de terugkeer van de verdediger wereldkundig die er een contract tekende voor de duur van drie jaar. In zijn tweede Sittardse periode kwam Janssen in zijn eerste seizoen nog tot dertig competitiewedstrijden, maar in de daaropvolgende twee seizoenen kreeg hij steeds minder speelminuten. Op 28 mei 2023 nam hij op de laatste speeldag tijdens een thuiswedstrijd van Fortuna Sittard tegen N.E.C. (1–1) afscheid als speler van de club.
In juli 2023 ging Janssen meetrainen bij zijn oud-werkgever VVV-Venlo in de mogelijkheid om er een contract af te dwingen. Op 10 augustus werd bekendgemaakt dat Roel Janssen voor de derde keer terugkeert bij zijn oude liefde VVV-Venlo. Samen met oud-ploeggenoot Moreno Rutten tekende hij er een contract voor één seizoen. Janssen groeide bij VVV weer uit tot een vaste waarde in de basiself en verlengde in april 2024 zijn aflopende contract met nog een seizoen. In 2025 werd dat contract niet meer verlengd.

## Clubstatistieken
| Seizoen | Club            | Competitie     | Competitie | Competitie | Beker | Beker | Playoffs | Playoffs | Totaal | Totaal |
| Seizoen | Club            | Competitie     | Wed.       | Dlp.       | Wed.  | Dlp.  | Wed.     | Dlp.     | Wed.   | Dlp.   |
| ------- | --------------- | -------------- | ---------- | ---------- | ----- | ----- | -------- | -------- | ------ | ------ |
| 2010/11 | VVV-Venlo       | Eredivisie     | 0          | 0          | 0     | 0     | 0        | 0        | 0      | 0      |
| 2011/12 | Fortuna Sittard | Eerste divisie | 8          | 0          | 1     | 0     | —        | —        | 9      | 0      |
| 2012/13 | Fortuna Sittard | Eerste divisie | 27         | 0          | 1     | 0     | 2        | 0        | 30     | 0      |
| 2013/14 | Fortuna Sittard | Eerste divisie | 33         | 1          | 1     | 0     | 2        | 0        | 36     | 1      |
| 2014/15 | Fortuna Sittard | Eerste divisie | 34         | 9          | 2     | 1     | —        | —        | 36     | 10     |
| 2015/16 | Fortuna Sittard | Eerste divisie | 29         | 6          | 1     | 0     | —        | —        | 30     | 6      |
| 2016/17 | VVV-Venlo       | Eerste divisie | 34         | 1          | 2     | 0     | —        | —        | 36     | 1      |
| 2017/18 | VVV-Venlo       | Eredivisie     | 25         | 0          | 2     | 0     | —        | —        | 27     | 0      |
| 2018/19 | VVV-Venlo       | Eredivisie     | 23         | 0          | 0     | 0     | —        | —        | 23     | 0      |
| 2019/20 | VVV-Venlo       | Eredivisie     | 21         | 0          | 0     | 0     | —        | —        | 21     | 0      |
| 2020/21 | Fortuna Sittard | Eredivisie     | 30         | 0          | 2     | 0     | —        | —        | 32     | 0      |
| 2021/22 | Fortuna Sittard | Eredivisie     | 17         | 0          | 1     | 0     | —        | —        | 18     | 0      |
| 2022/23 | Fortuna Sittard | Eredivisie     | 5          | 0          | 0     | 0     | —        | —        | 5      | 0      |
| 2023/24 | VVV-Venlo       | Eerste divisie | 29         | 0          | 1     | 0     | —        | —        | 30     | 0      |
| 2024/25 | VVV-Venlo       | Eerste divisie | 14         | 0          | 0     | 0     | —        | —        | 14     | 0      |
| Totaal  | Totaal          | Totaal         | 329        | 17         | 14    | 1     | 4        | 0        | 347    | 18     |

Bijgewerkt op 9 juli 2025.